# Dolichotis
Maras
Sous-famille
Genre
Espèces de rang inférieur
- Dolichotis patagonum
- Dolichotis salinicola

Dolichotis est l'unique genre de la sous-famille des Dolichotinae. Ce sont des Rongeurs que l'on appelle des maras en français et qui font partie de la famille des Cavidés.
Le genre a été décrit pour la première fois en 1820 par le zoologiste français Anselme Gaëtan Desmarest (1784-1838) et la sous-famille un peu plus d'un siècle plus tard, en 1922, par le zoologiste britannique Reginald Innes Pocock (1863-1947).

## Systématique
Selon Mammal Species of the World (version 3, 2005)  (21 janv. 2013) :
- Sous-famille Dolichotinae
  - genre Dolichotis
    - Dolichotis patagonum - le Mara[3],[4] ou Lièvre des pampas de Patagonie[4]
    - Dolichotis salinicola - le Cobaye halophile[3] ou Mara solicole[5]

## Répartition

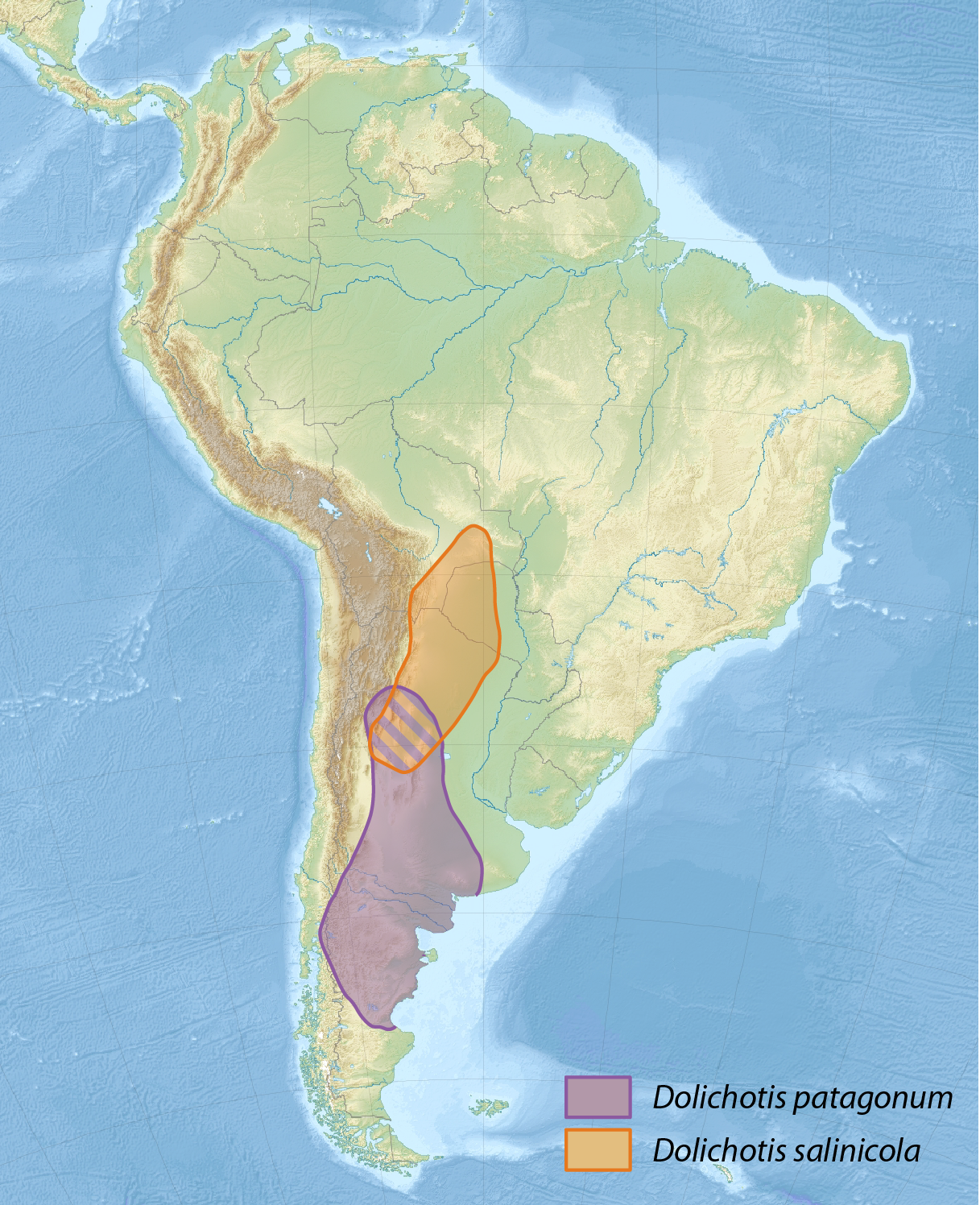
Carte de répartition des maras en Amérique du Sud

Les maras sont présents au centre de la partie inférieures de l'Amérique du Sud, sur une aire qui longe la cordillère des Andes et principalement située en Argentine.

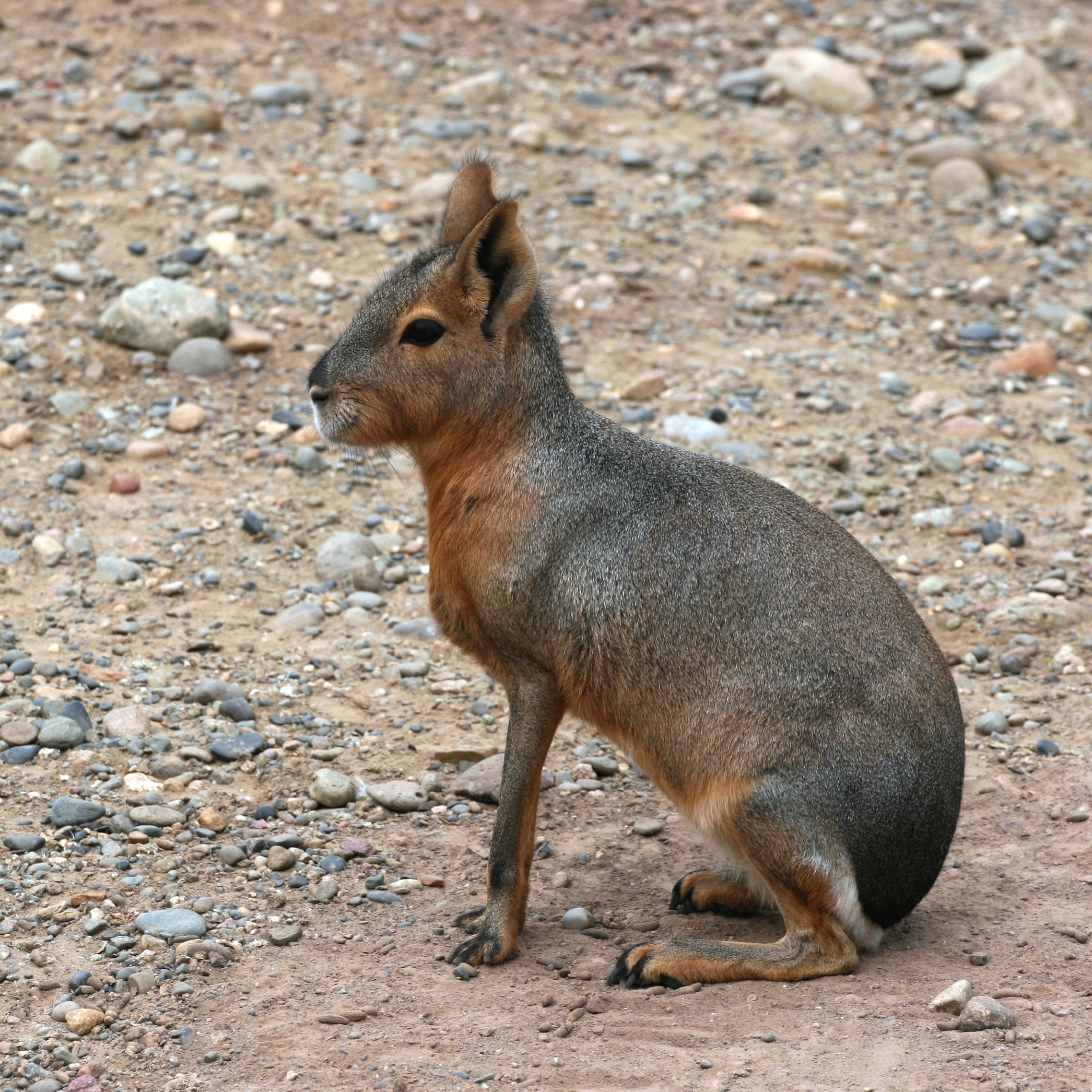
Mara patagonien (Dolichotis patagonum)
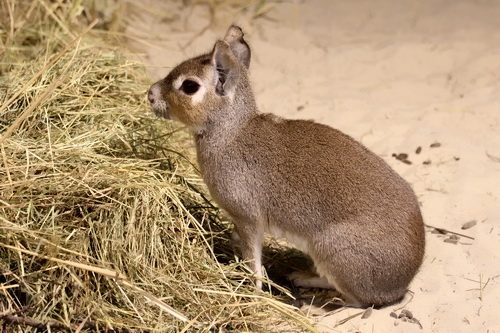
Mara du Chaco (Dolichotis salinicola)